# 常乐镇 (合浦县)
常乐镇，是中华人民共和国广西壮族自治区北海市合浦县下辖的一个乡镇级行政单位。

## 行政区划
常乐镇下辖以下地区：
常乐街社区、天堂社区、多蕉村、京竹村、中直村、低坡村、连丰村、陂山村、车板村、皇后村、李家村、阳月村、火星村、竹山村、平心村、石城村、莲北村、莲南村、西城村、大教村、北城村、平洋村、大冲村和象古村。